# Granate

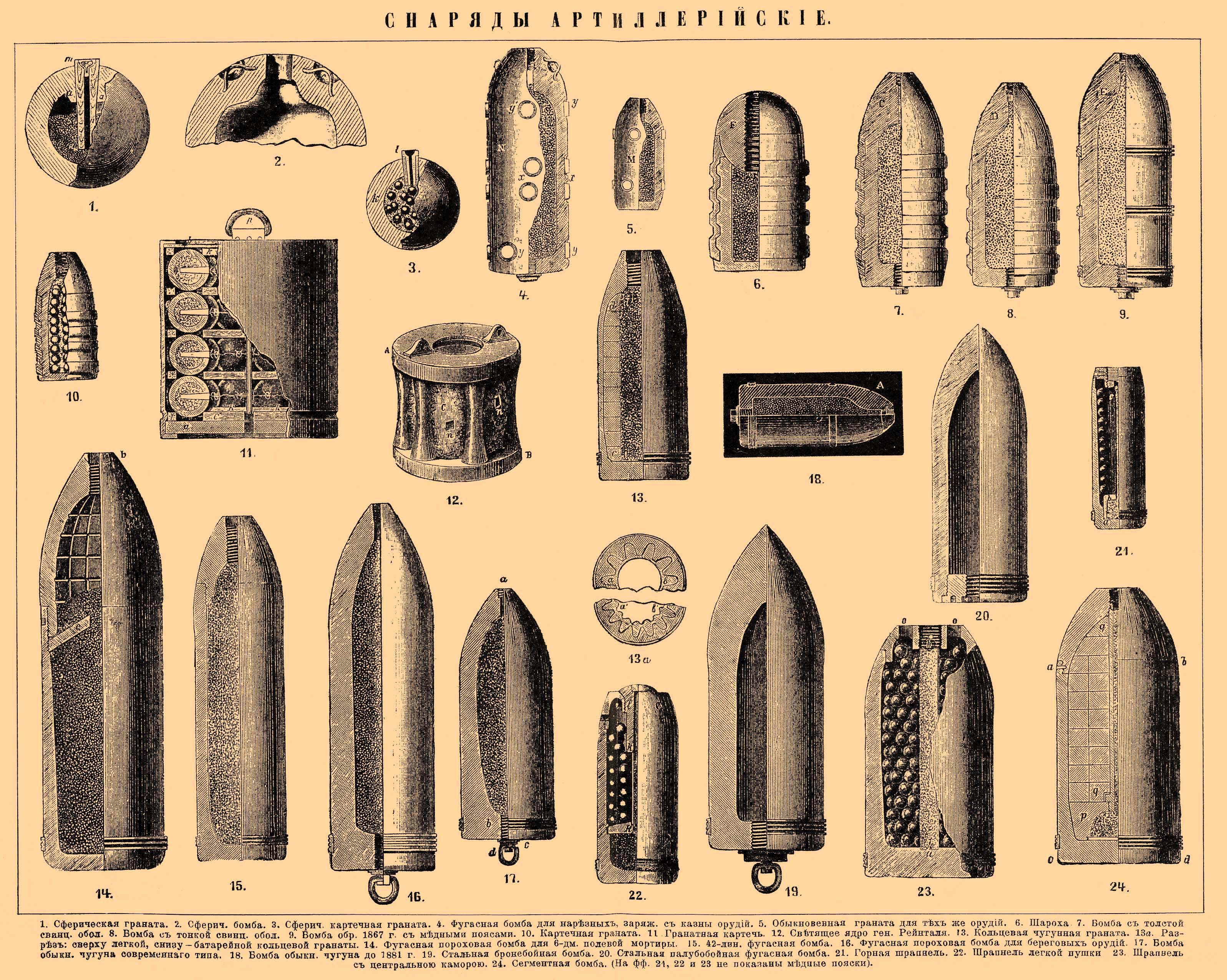
Artilleriegranaten des 19. Jahrhunderts (1 bis 24) nach Brockhaus-Efron

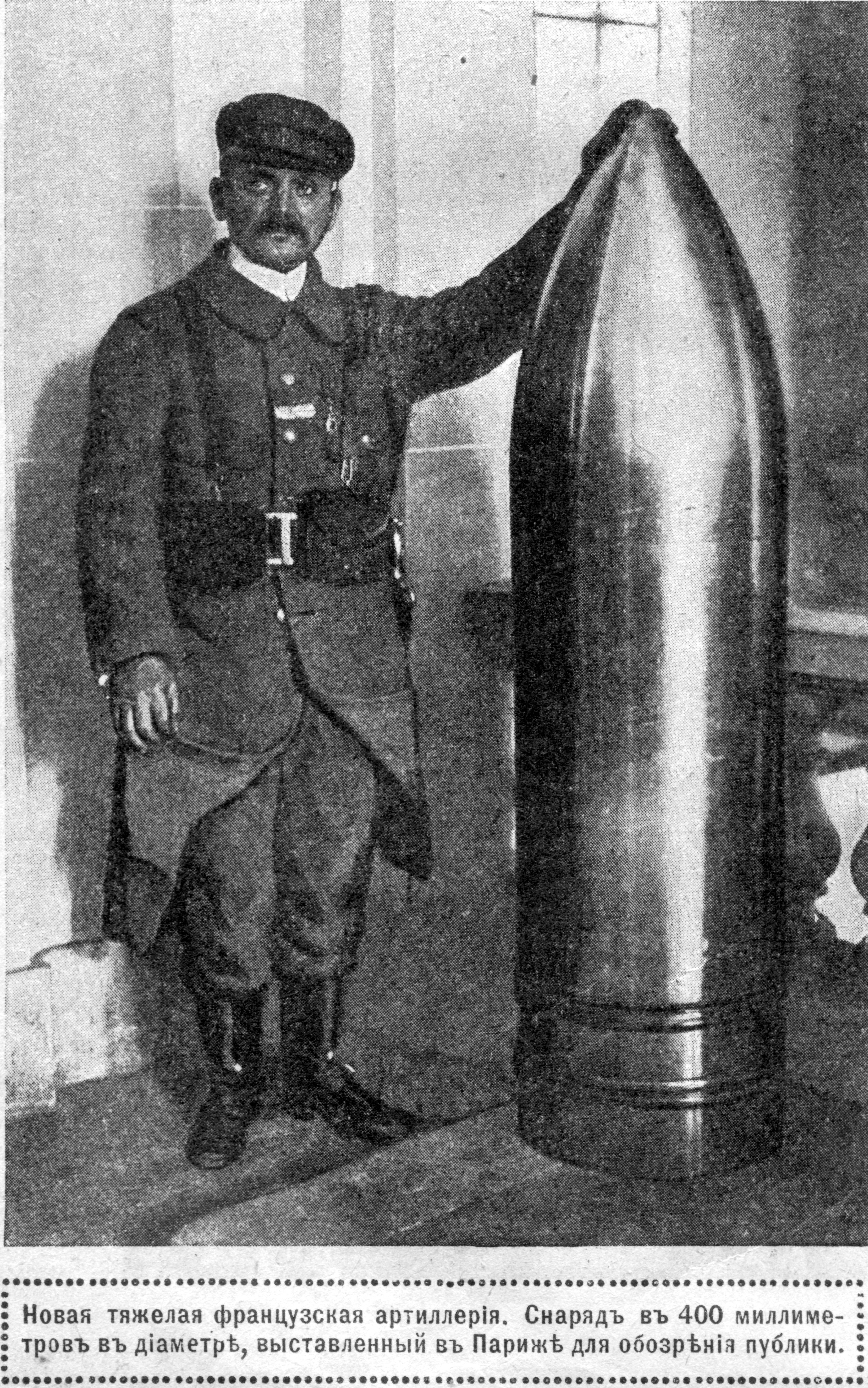
Französische 400-mm-Granate

Eine Granate ist ein mit Sprengstoff gefülltes Geschoss, das aus Geschützen oder Granatwerfern abgefeuert oder von Hand (Handgranate) geworfen werden kann. Artilleriegranaten sind das hauptsächliche Wirkungsmittel der Artillerie.
Die Bundeswehr unterscheidet zwischen Granate und Geschoss. Nach ihrer Definition ist die Granate ein Wirkungsträger, der mit der Hand geworfen oder mittels einer Vorrichtung oder Waffe, jedoch nicht aus dieser, verschossen wird. Im Gegensatz dazu ist ein Geschoss ein Wirkungsträger, der aus einer Rohrwaffe verschossen wird und seine Beschleunigung durch eine von außen wirkende Kraft erhält.

## Begriffsbildung
Die Granate heißt nach der Frucht des Granatbaums, dem Granatapfel. Wie man diesen wegen seines reichen Inhalts von Kernen (lateinisch „granum“) „malum granatum“ nannte, so erhielt die mit Pulverkörnern gefüllte Wurfkugel den Namen Granate. Die deutschsprachigen Streitkräfte haben das Wort um 1600 aus dem italienisch granata entlehnt; es bürgerte sich dann während des Dreißigjährigen Krieges ein. Die Granaten wurden ursprünglich mit der Hand geworfen. Der Name ging dann später auf Langgeschosse über.

## Beschreibung
Die Granate ist in der Regel ein Hohlkörper mit einer dem vorgesehenen Bekämpfungszweck entsprechenden Gefechtsladung, die von einem Zünder ausgelöst wird. Als Artilleriegranate wird sie mit einer Treibladung (Kartusche) oder mit einem Raketentreibsatz verschossen. Eingeteilt werden die Granaten nach ihren Funktionsmerkmalen und dem Kaliber ihres Feuermittels. Manche Geschosse ohne Gefechtsladung (z. B. Wuchtgeschosse) werden auch oft als Granaten bezeichnet, obwohl sie technisch gesehen keine sind, wohl weil die Waffen, aus denen sie verschossen werden, üblicherweise Granaten verschießen.

## Entwicklung

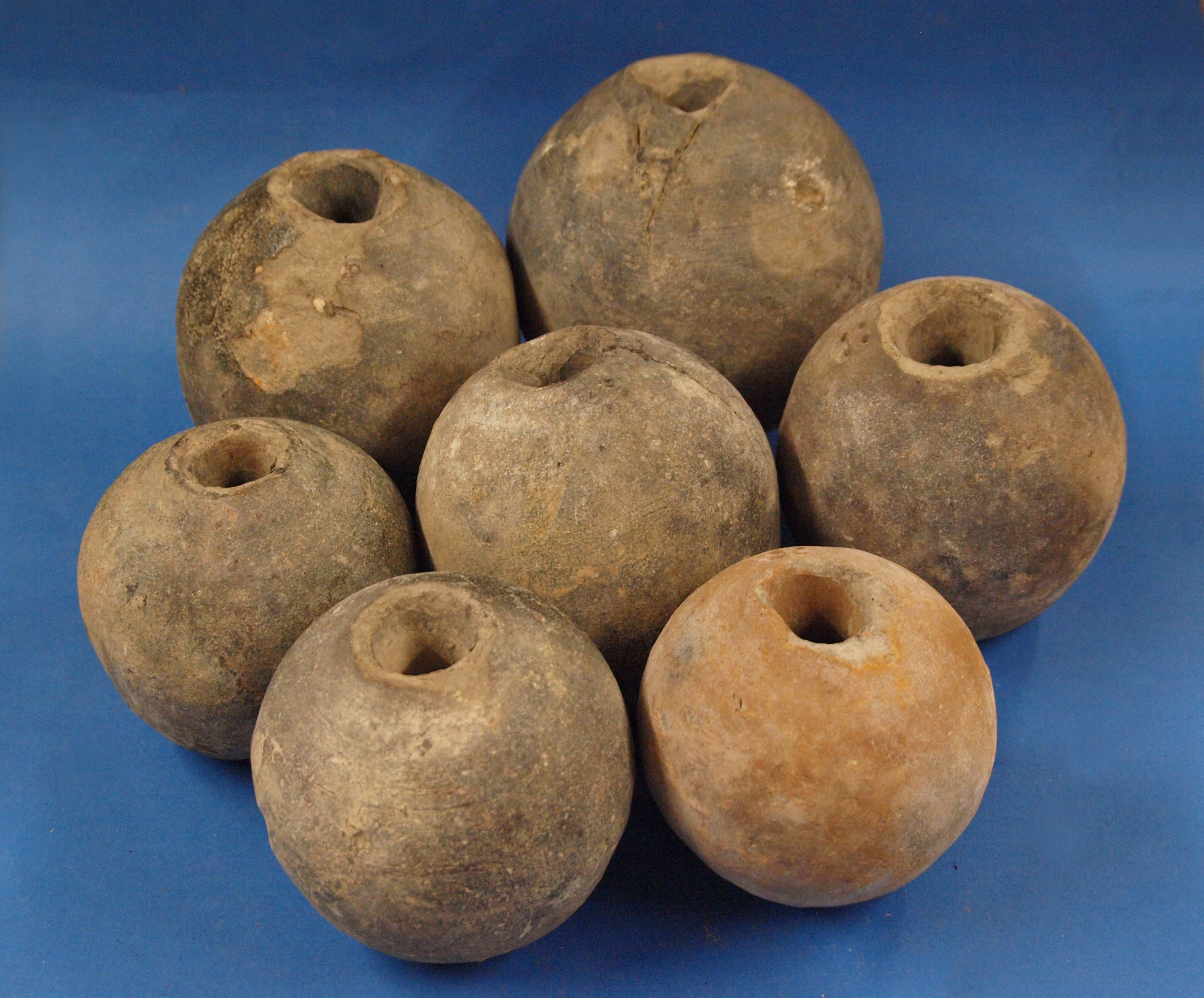
Keramische Granaten des 17. Jahrhunderts aus Ingolstadt

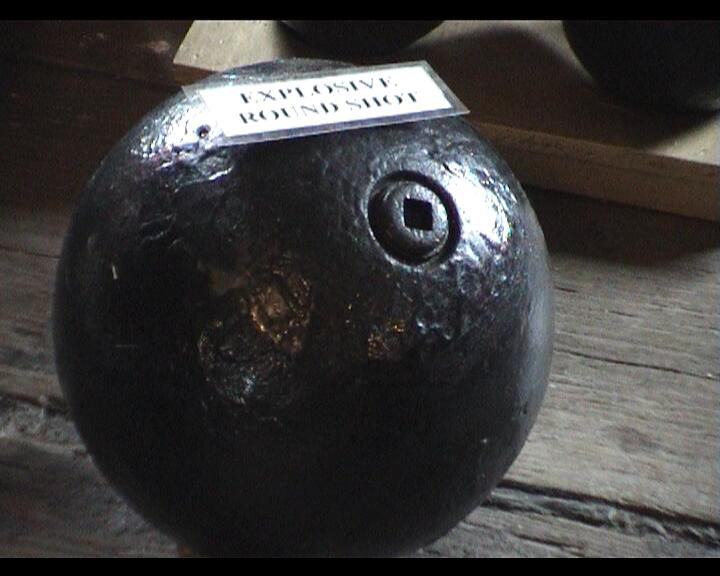
Historische Granate aus Eisen

Die ersten mit einer Sprengladung gefüllten Hohlgeschosse der Artillerie tauchten vereinzelt im 14. Jahrhundert auf. Die Entwicklung der Granate begann in Europa Anfang des 16. Jahrhunderts, als neben den massiven Stein-, Keramik-, Glas- und Metallkugeln als Bomben bezeichnete Hohlgeschosse aufkamen. Sie waren mit Schwarzpulver gefüllt und mit hölzernen Zündröhren ausgerüstet, die mit einer langsam brennenden Pulvermischung gefüllt waren. Mehrere Hundert keramische Granaten aus dem 17. Jahrhundert, die beim Bau einer Tiefgarage im Jahre 1983 zu Tage gefördert wurden, sind aus der Landesfestung Ingolstadt erhalten. Granaten wurden zuerst von Hand, mit Handschleudern oder Katapulten verschossen. Metallgranaten wurden später aus Steilfeuergeschützen (Haubitzen oder Mörser) verschossen. Neben Spreng- und Brandgeschossen wurden als Vorläufer der Kartätschen Kugelbehälter mit „Hagel“ (Eisenstücke und Steine) verwendet. Im 17. Jahrhundert begann man, die Bezeichnung Granate auf alle Hohlgeschosse von Kanonen und Haubitzen anzuwenden, während die Geschosse schwerer Mörser bis ins 19. Jahrhundert weiterhin Bomben hießen. Vor 1700 waren die Granaten teilweise mit eisernen Spitzen versehen, um an Palisaden und anderen Holzbauten festzuhaften. Vom 17. bis Anfang des 19. Jahrhunderts wurden Granaten aus Eisen und Glas in mehreren Lagen in große topfartige Bomben gefüllt („Granathagel“) und als Streuschuss aus Mörsern oder schweren Haubitzen abgefeuert. Andere Geschossarten waren glühende Kugeln sowie Stangen- und Kettenkugeln. Insgesamt bot die Granate jedoch die beste Wirkungsmöglichkeit.
Obwohl beide die Form einer Kugel hatten, unterschieden sich Bomben und Granaten zunächst auch dadurch, dass die schweren Bomben eine gleichmäßige Wandstärke hatten und darüber hinaus Ösen besaßen, mit denen sie auf die Treibladung gesetzt werden konnten, während die Granaten der Haubitzen einen verstärkten Boden gegenüber dem Brandloch besaßen, wodurch ihre Flugbahn sehr unregelmäßig wurde. Ihre Konstruktion näherte sich an, als dann beide mit Hilfe von „Treibspiegeln“ abgefeuert wurden. Daher wurde später allgemein der Begriff Granate auf kleinere Geschosse eingegrenzt und nur noch schwerere (d. h. großkalibrigere) Geschosse wurden als Bomben klassifiziert.
Im 18. Jahrhundert verwendete man anstelle der unzuverlässigen Schwamm- und Luntenzünder Säulen- bzw. Ringzünder. Sie waren mit einem Pulversatz versehen, der beim Abfeuern von der Treibladung in Brand gesetzt wurde und nach einer bestimmten Zeit das Geschoss zerlegte. Eine wichtige Neuerung war das 1803 erfundene, auch Granatkartätsche genannte Schrapnell.
Ihre moderne Form als Langgeschoss erhielt die Granate um 1850 mit dem Übergang der Artillerie von glatten Vorderladern zu gezogenen Hinterladern. Versuche mit walzenförmigen Granaten, unter anderem mit kugelförmigen Spitzen und einem Bleiring, der den Spielraum im glatten Rohr schließen sollte, hatten bereits seit Mitte des 18. Jahrhunderts stattgefunden. Das Langgeschoss wurde durch einen Mantel mit mehreren Wulsten und später durch Ringe aus Blei im Rohr geführt; es erhielt durch die Rotation um seine Längsachse (Drall) die notwendige Stabilität. Für die Füllung der Granate stand ab Mitte der 1880er-Jahre anstelle des Schwarzpulvers hochwertiger Sprengstoff wie beispielsweise Dynamit, Pikrinsäure, später auch TNT zur Verfügung. Für die Treibladungen kam raucharmes Pulver zur Anwendung, das die Sicht beim Schießen weniger behinderte. Die Zündung erfolgte zunächst durch ein Zündhütchen, etwa ab 1890 durch eine Zündladung (Detonator) mit Sprengkapsel. Mit den neuen Sprengstoffen konnte die Splitterwirkung der Sprenggranaten (kurz: SpGr) erheblich verbessert werden. Sie erhöhte sich noch bei den neu konstruierten Ringgranaten. Die Führungsringe aus Kupfer gewährleisteten im Vergleich zu den bisherigen aus Blei eine straffere Geschossführung auch bei hoher Mündungsgeschwindigkeit und eine insgesamt bessere Stabilisierung der Granaten. Als Geschossmantel fand anstelle von Gusseisen Stahlguss Verwendung, der scharfkantige Splitter ergab. Die Sprengladung wurde in geschmolzenem Zustand in Formen aus Pappe, später aus Zinkblech gegossen und in die Geschosshöhlung eingeführt. Gegen widerstandsfähige Ziele wurden zunächst Hartgussgranaten verwendet, die starken Stahl- oder Betonpanzer durchschlugen und dann erst detonierten.
Der seit 1861 gebräuchliche empfindliche Aufschlagzünder bewirkte die sofortige Zerlegung des Geschosses bei der Ziel- oder Bodenberührung und damit die weitere Ausbreitung der meisten Splitter. Daneben gab es den Verzögerungszünder, der die Granate tief in Deckungen eindringen oder zum nachfolgenden Luftsprengpunkt (Abpraller) abprallen ließ.
Außerdem wurden sogenannte Doppelzünder verwendet. Sie ergaben entweder einen Sprengpunkt auf einem vorher berechneten Punkt der Flugbahn oder funktionierten als Aufschlagzünder. Ihr Zeitmechanismus beruhte auf einer abbrennenden Pulverseele, später auf einem Präzisionsuhrwerk. Für kleinkalibrige Schnellfeuerkanonen setzte sich um die Jahrhundertwende die Vereinigung von Granate und Kartusche zur Patronenmunition (auch: Granatpatrone oder patronierte Munition) durch, die später auch bei leichten Feldkanonen, Panzerabwehr- und Fla-Geschützen, aber auch in Kampfwagen- und Sturmkanonen zur Anwendung kam.
Brisanzgranaten, die um 1890 aufkommenden Sprenggranaten, waren mit einem brisanten Sprengstoff gefüllt. Zum Einsatz kamen beispielsweise Pikrinsäure und Zellulosenitrat (Nitrozellulose, Schießbaumwolle). Sie hatten erhebliche Auswirkungen auf die Kriegsführung, da klassische Festungsanlagen mit Wällen aus Mauerwerk und Erde den neuen Granaten nicht widerstehen konnten.
Im Ersten Weltkrieg verfügte die Artillerie über verschiedene Arten von Granaten, zum Beispiel Sprenggranaten, Leuchtgranaten, Betongranaten und Schrapnells. Kartätschen waren nur noch zur Selbstverteidigung der Feuerstellung vorgesehen. Mit der chemischen Kriegsführung kamen auch Gasgranaten zur Anwendung. Das Aufkommen gepanzerter Kampfwagen ab 1916 zwang zur Entwicklung spezieller Granaten mit Bodenzünder (Panzerabwehrmittel). Bei der Feldartillerie kamen ballistische Hauben in Gebrauch, mit denen die Granaten den Luftwiderstand leichter überwanden und eine größere Schussweite erreichten.
Die deutsche und österreichische Artillerie verfügte zu Beginn des Krieges zudem über Einheitsgeschosse, welche die Funktionen von Sprenggranate und Schrapnell in sich vereinigten und so die Munitionsversorgung vereinfachen sollte. Da diese Geschosse in der Herstellung jedoch sehr teuer waren, gingen die Mittelmächte nach dem Kriegsbeginn bald wieder zu herkömmlichen Geschossen über.
Im Zweiten Weltkrieg führte die gesteigerte Kampfkraft der Panzerwaffe zur Einführung hocheffektiver panzerbrechender Granaten (Hohlladungsgranaten), die mit trichterförmig angeordnetem Sprengstoff bei der Zündung einen Gasstrahl bzw. später „Metallstrahl“ von hoher Energie entwickeln, der die Panzerung durchschlägt. Da der Drall der panzerbrechenden Granaten die Durchschlagskraft des Gasstrahls mindert, werden bei moderner Bewaffnung die Hohlladungsgranaten zumeist aus glatten Rohren abgefeuert. Während des Krieges entstanden auch Unterkalibergranaten (Wuchtgeschosse), deren Hartmetallkern dank der hohen Materialdichte, dem geringen Querschnitt und der vom Geschosskörper übertragenen zusätzlichen Energie selbst starke Panzerungen durchschlagen kann. Die technische Entwicklung führte weiter zu verbesserten Leucht- und Leuchtwurfgranate, die in ihrem Mantel einen Brennsatz mit Fallschirm enthalten, der nach eingestellter Zeit durch eine spezielle Ladung ausgestoßen wird.
Auch nach dem Zweiten Weltkrieg wurden Anstrengungen unternommen, um durch die Qualität der Granaten eine weitere Kampfwertsteigerung von Geschützen und Werfern insgesamt zu erreichen. So lassen sich mit aktiv-reaktiv Geschossen die Schussweiten beträchtlich vergrößern. Dabei erhält die Granate ihre Anfangsgeschwindigkeit durch eine konventionelle Treibladung und wird durch ein Raketentriebwerk auf einem Teil der Flugbahn zusätzlich beschleunigt. Die Stabilisierung der Granate erfolgt entweder durch Drall oder durch Flügel oder Leitflossen. Zielsuchende Granaten können die Treffgenauigkeit verbessern, wobei in den 1970er-Jahren die sogenannte Endphasenlenkung der Granate entsprechend dem Prinzip der halbaktiven Zielsuche durch Laserenergie Einsatzreife erlangte. Bei der Truppenluftabwehr bzw. der Luftverteidigung spielen Infrarotsensoren in den Zündern der Granaten eine bedeutende Rolle. Andere Selbstlenkungs-Verfahren fußen auf dem Radarprinzip, auf der optischen Umriss-Erkennung oder auf dem elektronischen Ansprechen des von metallischen Zielen erzeugten Magnetfelds. Bei den Panzerabwehrmitteln dominieren neben den Lenkraketen flügelstabilisierte Unterkaliber- und Hohlladungsgranaten mit hochenergetischen Treibladungen.
Um eine maximale Feuerwirkung zu erreichen, wurden gegen Ende des letzten Jahrhunderts Granaten der Kaliber 175 und 203 mm und teilweise auch der Kaliber 155 mm zum Verschuss von Kernladungen eingerichtet. Besondere Erwartungen wurden auf die als Kassettengeschosse konstruierten Granaten der Geschosswerfer gesetzt, die unter anderem als Kugelsplitterkopf, Nebelkopf oder Mehrfachminenkopf der Raketen ausgelegt sind. Mit solchen Geschossen soll im Flächenfeuer eine Wirkung erreicht werden, die derjenigen leichter Kernwaffen nahe kommt.
Granaten können auch mit Granatwaffen der Infanterie (z. B. Schießbecher für Gewehrgranate, Granatwerfer, Reaktive Panzerbüchse) verschossen werden.

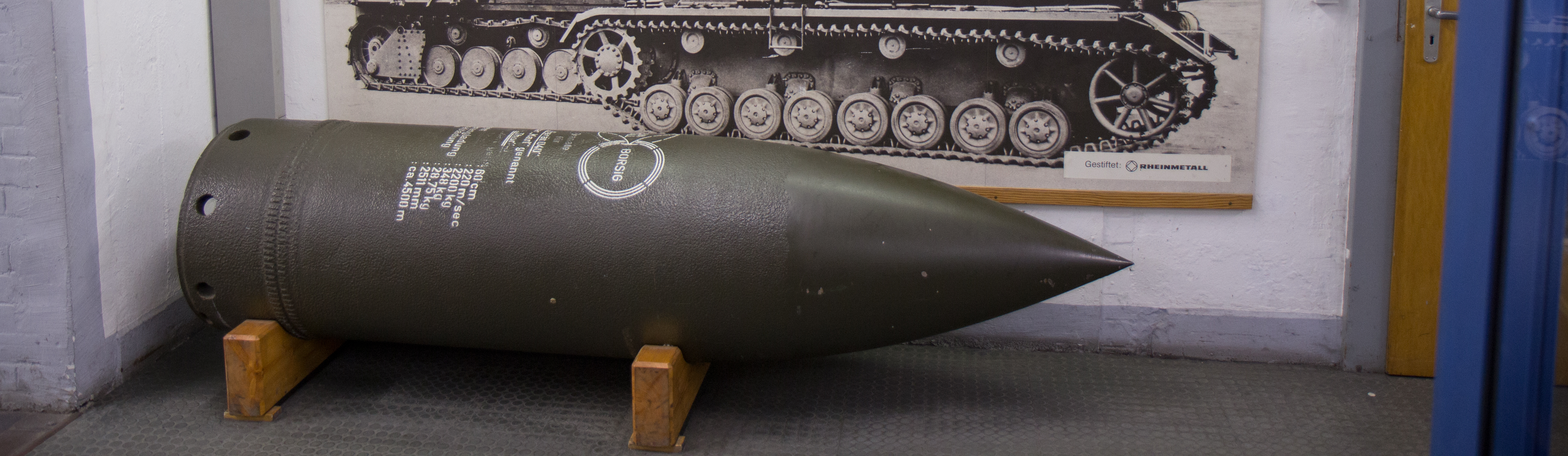
60-cm-Granate des Mörsers „Thor“
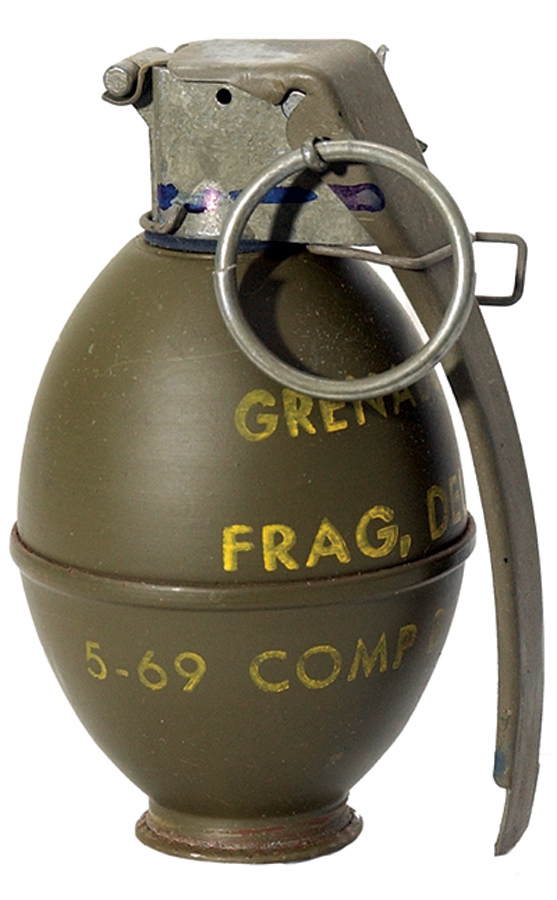
Handgranate M61
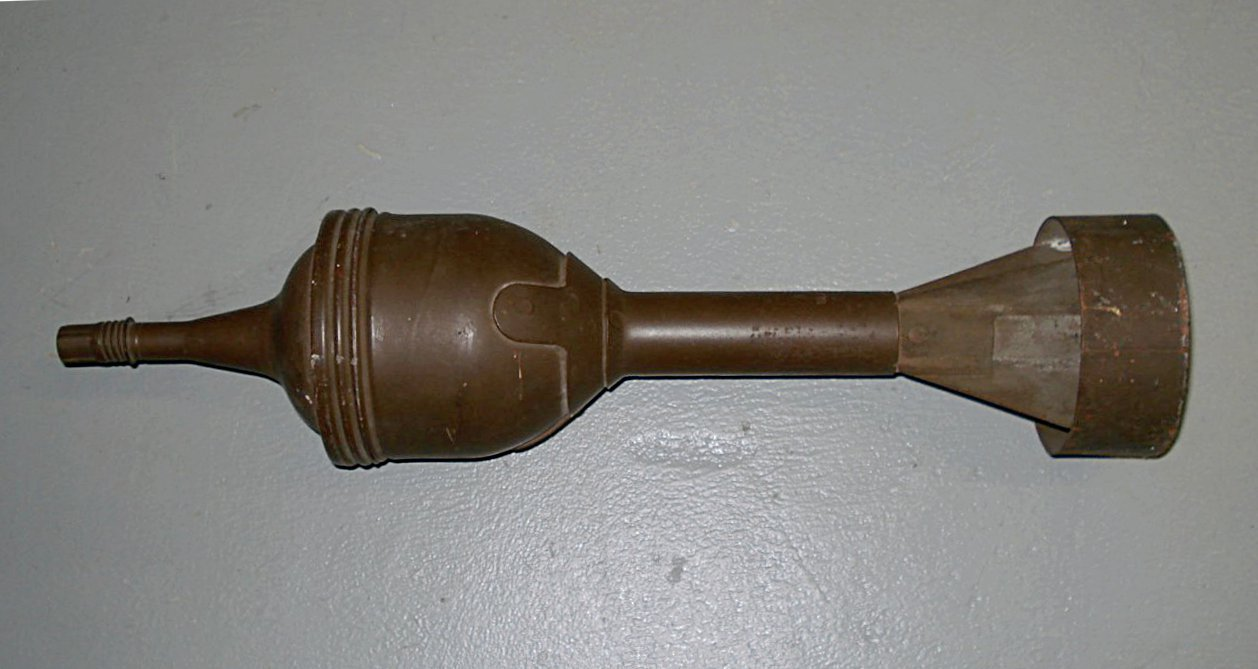
Granate der Panzerabwehrwaffe PIAT
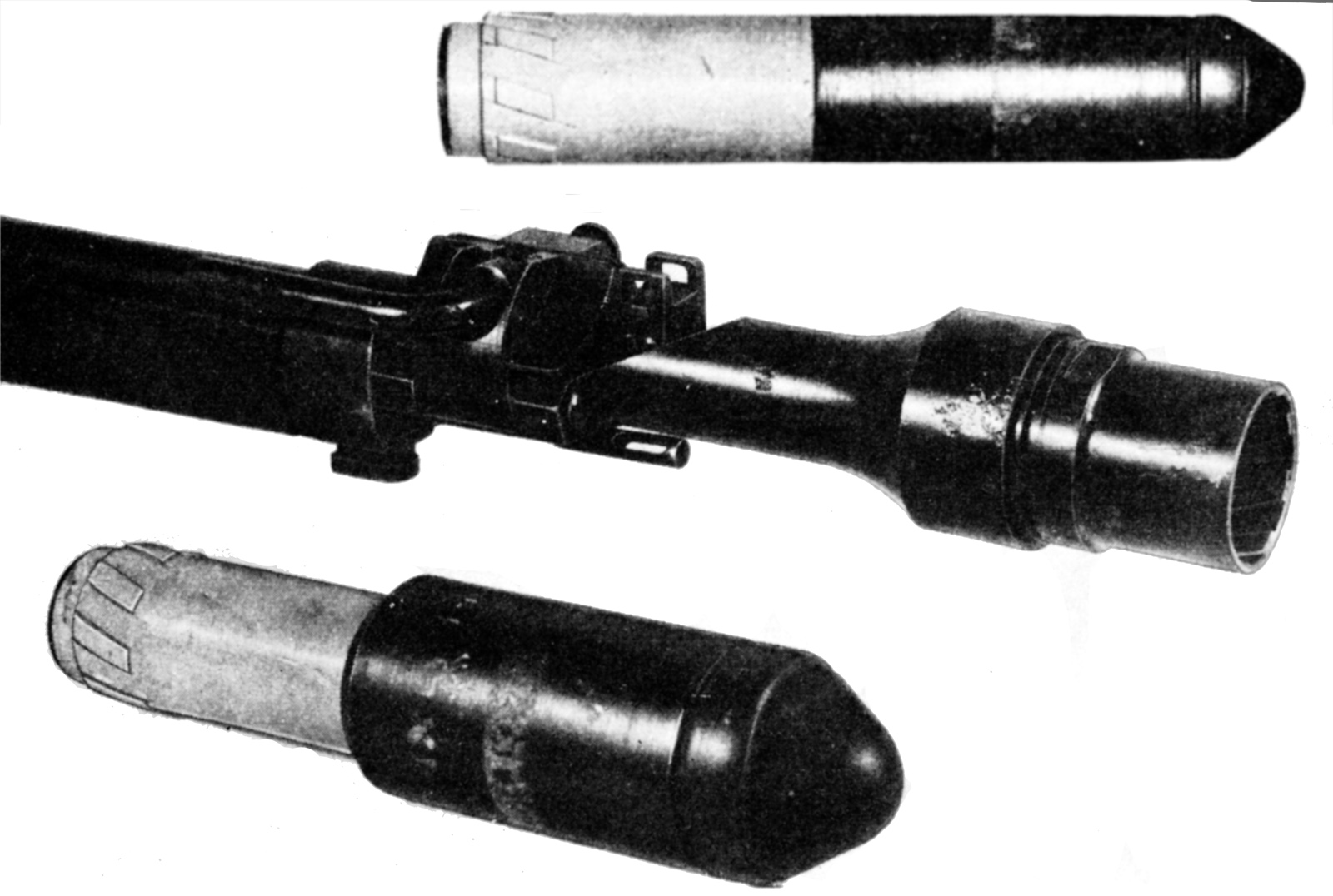
Gewehrgranate

## Wirkung

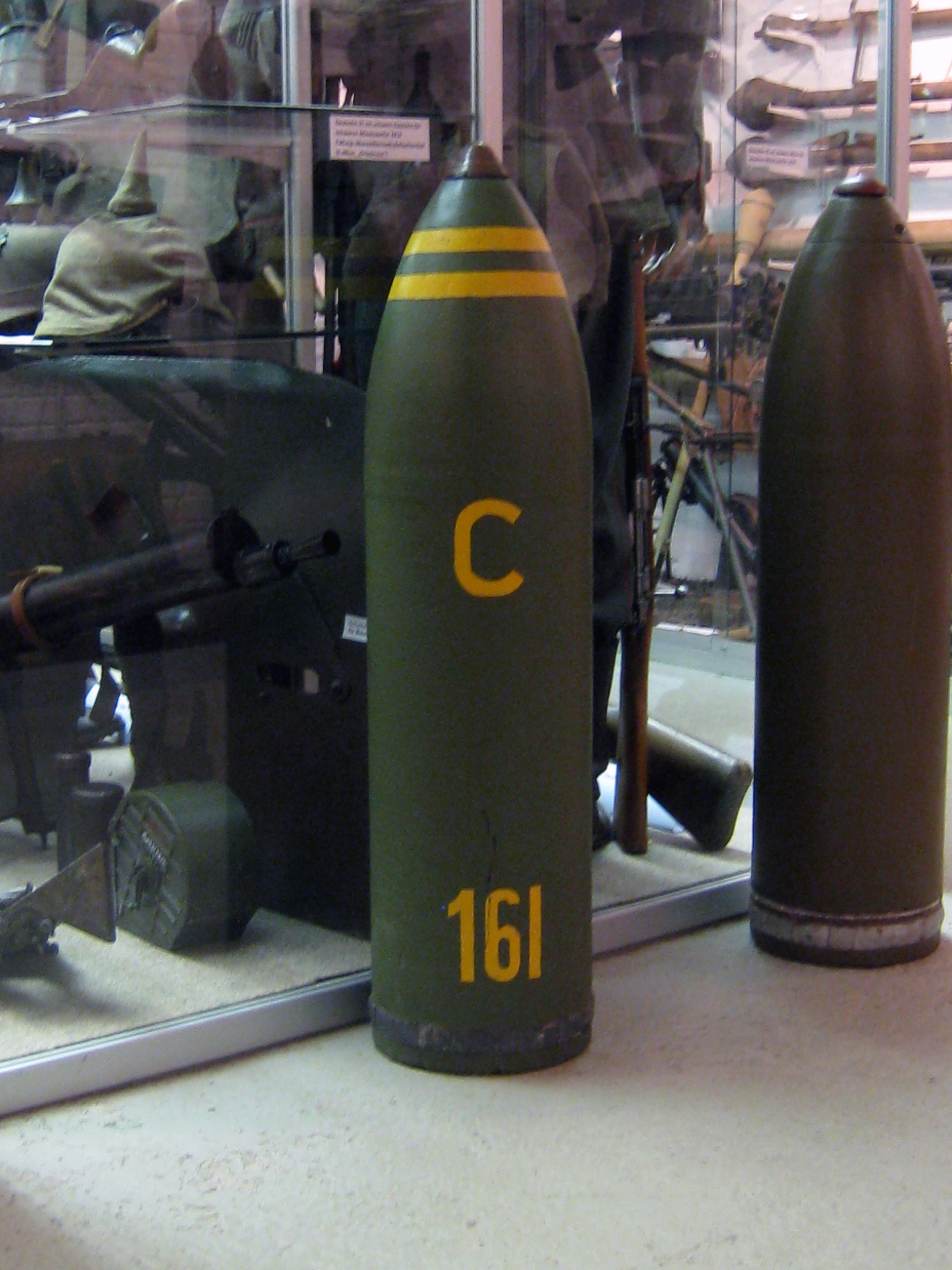
Deutsche Grünkreuz-Granate aus dem Ersten Weltkrieg

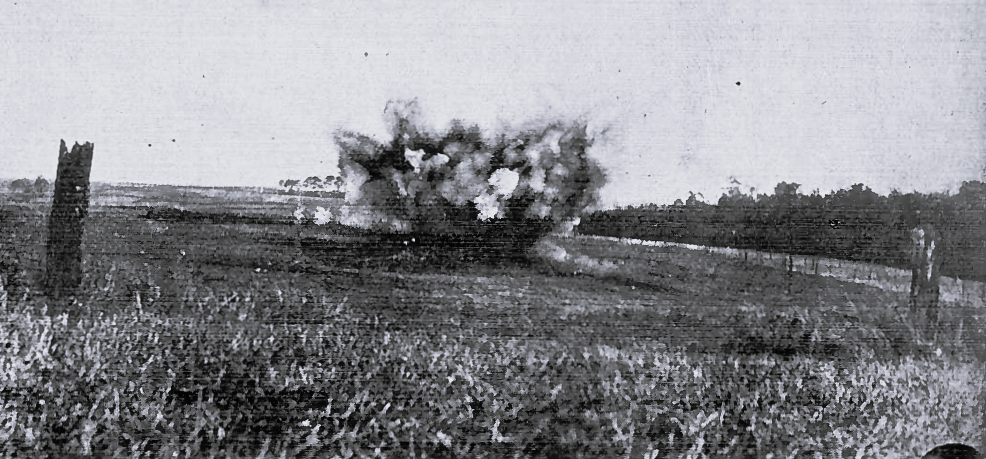
Einschlagende Granate (1917)

Neben der einfachen Sprenggranate gibt es spezielle Anordnungen der Wirkladung, um eine höhere Effektivität gegen bestimmte Ziele zu erreichen. Beim inneren Aufbau kann die Effektivität gegen bestimmte Ziele zum Beispiel durch eine Hohlladung vergrößert werden. Der äußere Aufbau („Mantel“) besteht meist aus Stahl und ist vorfragmentiert, um eine Splitterwirkung zu erzielen.
Die Granate kann je nach Füllung folgende Wirkungen erzielen:
- Durchschlag
  - kinetisch
  - kumulative Sprengung (Hohlladung)
- Zerstörung durch Druckwelle
- Splittern (Schrapnell)
- Rauch bzw. Nebel
- Beleuchtung zur Gefechtsfeldbeleuchtung
- Brandauslösung (Brandstoffe z. B. Thermit, Napalm, Phosphor)
- Gift- oder Infektionswirkung (chemisch, biologisch)
- Radioaktivität
- Blendung
- Propaganda (Flugblätter)

Die Verwendung chemischer und biologischer Waffen ist durch das Völkerrecht (Genfer Protokoll, Biowaffenkonvention, Chemiewaffenkonvention) geächtet, ebenso die Verwendung von Spreng- und Brandgeschossen mit einem Gewicht von weniger als 400 g (Petersburger Erklärung).
Geschosse für Granatwerfer (Mörser) mit glattem Rohr sind nicht drall-, sondern meist flügelstabilisiert.

## Blindgänger
Blindgänger nennt man eine Granate, die im Ziel angekommen, aber nicht explodiert ist. Eine Ursache können nass gewordene Zünder sein. Bestimmte Zünder verwenden Schwarzpulver als Zündmittel. Wenn Schwarzpulver nass wird, zündet es auch nach der Trocknung nicht mehr, weil der Schwarzpulver-Bestandteil Salpeter auskristallisiert ist. Auch ein weicher Untergrund an der Einschlagstelle kann bewirken, dass eine technisch einwandfreie Granate nicht explodiert. In diesem Fall bietet der Untergrund nicht ausreichend Widerstand, um den Aufschlagzünder auszulösen.
Wenn eine Granate mit hoher Geschwindigkeit auf eine Wasseroberfläche prallt, kann der Aufschlagzünder die Granate explodieren lassen. Die Kompressibilität von Wasser ist gering („Wasser wird so hart wie Beton“ ist eine gängige Metapher).
Bei einem senkrechten Aufprall auf die Wasseroberfläche ist die Explosions-Wahrscheinlichkeit maximal. Je kleiner der Winkel zwischen Flugrichtung und Wasseroberfläche, desto geringer ist diese Wahrscheinlichkeit.